# Arquebisbat d'Hamburg
L'arquebisbat d'Hamburg (alemany: Erzbistum Hamburg; llatí: Archidioecesis Hamburgensis) és una seu metropolitana de l'Església catòlica a Alemanya, que pertany a la regió eclesiàstica Hamburg. El 2013 tenia 397.331 batejats d'un total de 5.797.975 habitants. Actualment està regida pel bisbe Stefan Heße.

## Territori
Es tracta de la diòcesi més vasta alemanya, i s'estén sobre els estats federats de la seva ciutat seu, de Slesvig-Holstein i de Mecklenburg-Pomerània Occidental.
La seu arxiepiscopal és la ciutat d'Hamburg, on es troba la catedral de Santa Maria.
El territori s'estén sobre 33.055 km², i està dividit en 89 parròquies, agrupades en 3 arxiprestats.

## Història
Des de l'edat mitjana i fins a la Reforma protestant, sorgiren diferents diòcesis, el territori de les quals estava totalment o parcialment inclòs al territori que actualment és el de l'arxidiòcesi d'Hamburg: es tracta de les diòcesis de Bremen, de Lübeck, de Ratzeburg, de Schwerin i de Havelberg.
L'any 831 el Papa Gregori IV va nomenar com a primer arquebisbe d'Hamburg el benedictí de Sant Anscar. Després de la conquesta d'Hamburg pels vikings al 845, en el 848 la diòcesi es va unir in persona episcopi a la de Bremen, que va ser fundada l'any 787 com una diòcesi sufragània de l'arxidiòcesi de Colònia.
Des de 1072 la seu de l'arxidiòcesi va ser traslladada a Bremen, que va heretar a més el rang d'arquebisbe. A Hamburg quedà un capítol amb poders especials (la construcció d'Mariendoms).
En 1104 es va erigir la metròpoli de Lund, de la qual van esdevenir diòcesis sufragànies totes les d'Escandinàvia i Dinamarca, prèviament sotmeses a Hamburg.
El 25 de setembre 1188, amb el breu Ex iniuncto nobis del Papa Climent III, van ser assignades a la seu de Bremen 4 diòcesis sufragànies: Lübeck, Ratzeburg, Schwerin i Schleswig.
La Reforma protestant i la posterior Pau de Westfàlia sancionaren el final de la diòcesi de Bremen i del capítol d'Hamburg. L'últim bisbe de Bremen, Georg von Braunschweig-Lüneburg, va morir el 1566 i no va tenir successors.
En 1620 va ser erigit el vicariat apostòlic dels països nòrdics amb seu a Bremen, al territori del qual es va arribar a entendre a finals del segle xvii una àrea molt gran, majoritàriament protestant, que corresponia a tot el nord d'Alemanya fins a Silèsia, Dinamarca i Escandinàvia. Al segle xviii el territori es va reduir per l'erecció del Vicariat Apostòlic de Saxònia, cancel·lat el 1780, i del Vicariat Apostòlic de Suècia, erigit el 23 de setembre de 1783. El 16 d'agost de 1821, amb la butlla Provida solersque del Papa Pius VII, es van cedir porcions del territori del vicariat per a la creació de les diòcesis d'Osnabrück, de Paderborn i de Breslàvia.
El Papa Gregori XVI va instal·lar a Hamburg la residència del Vicariat Apostòlic el 17 de setembre 1839 amb el breu Ex Pastoralis.
El 7 d'agost de 1868 va cedir altres parts del seu territori per a la creació de la prefectura apostòlica de Dinamarca (avui diòcesi de Copenhaguen), la Prefectura apostòlica de Schleswig-Holstein i la missió sui iuris de Noruega (ara la diòcesi d'Oslo) i va assumir el nom del Vicariat Apostòlic de l'Alemanya Septentrional. Finalment, el 13 d'agost de 1930 va ser suprimit amb la butlla Pastoralis officii del Papa Pius XI, en benefici de la diòcesi d'Osnabrück i de l'arxidiòcesi de Paderborn.
Amb la unificació d'Alemanya la Santa Seu va reorganitzar l'Alemanya septentrional. El 24 d'octubre de 1994, en virtut de la butlla Omnium Christifidelium del Papa Joan Pau II, s'erigí l'arxidiòcesi d'Hamburg, amb els territoris de la suprimida de l'administració apostòlica de Schwerin i un territori separat de les diòcesis de Hildesheim i d'Osnabrück, que contextualment es van convertir en sufragànies de la mateixa seu d'Hamburg.

## Cronologia episcopal

### Arquebisbes d'Hamburg-Bremen
- Sant Ansgari, O.S.B. † (834 - 3 de febrer de 865 mort) (bisbe de Bremen des del 849)
- San Rimberto † (865 - 11 de juny de 888 mort)
- Sant'Adalgar † (888 - 9 de maig de 909 mort)
- Hoger † (909 - 20 de desembre de 915 mort)
- Reginwart † (915 ? - 1 d'octubre de 917 mort)
- Unni † (917 - 17 de setembre de 936 mort)
- Sant Adaldag, O.S.B. † (936 - 28 d'abril de 988 mort)
- Libentius I † (988 - 14 de febrer de 1013 mort)
- Unwan † (1013 - 28 de gener de 1029 mort)
- Libentius II † (1029 - 25 d'agost de 1032 mort)
- Hermann † (28 de setembre de 1032 - 19 de setembre de 1035 mort)
- Adalbrand † (21 de desembre de 1035 - 15 d'abril de 1043 mort)
- Adalbert de Bremen † (15 de juliol de 1043 - 16 de març de 1072 mort)
- Liemar † (1072 - 16 de maig de 1101 mort)
- Humbert † (1101 - 10 de novembre de 1104 mort)
- Friedrich † (1104 - de gener de 1123 mort)
- Adalbert † (1123 - 25 d'agost de 1148 mort)
- Hartwig von Stade † (1148 - 11 d'octubre de 1168 mort)
- Balduin † (1169 - 1178 mort)
  - Bertold † (1179) (bisbe electe)
- Siegfried † (1179 - 24 d'octubre de 1184 mort)
- Hartwig von Utlede † (1184 - 3 de novembre de 1207 mort)
- Burghard von Stumpenhausen † (1207 - 1210 renuncià)
  - Waldemar † (1207) (intrús)
- Gerhard von Oldenburg-Wildeshausen † (30 d'octubre de 1210 - 13 d'agost de 1219 mort)
- Gebhard von Lippe † (1219 - 27 de juliol de 1258 mort)
- Hildebold von Wunstorf † (17 d'abril de 1259 - 11 d'octubre de 1273 mort)
- Giselbert von Brunkhorst † (27 de febrer de 1274 - 17 de novembre de 1306 mort)
- Heinrich von Goltern † (1306 - 9 d'abril de 1307 mort)
  - Florenz von Bronchorst † (1307) (bisbe electe)
- Bernhard von Wölpe † (1307 - 17 de setembre de 1307 mort)
- Jens Grand † (11 de febrer de 1310 - 30 de maig de 1327 mort)
- Burchard Grelle † (25 de setembre de 1327 - 12 d'agost de 1344 mort)
- Otto von Oldenburg † (14 de febrer de 1345 - 14 de març de 1348 mort)
- Godfried von Arnsberg † (13 de juny de 1348 - 1360 renuncià)
- Albert de Brunswick-Wolfenbüttel † (17 de juliol de 1360 - 14 d'abril de 1395 mort)
- Otto von Braunschweig-Lüneburg † (2 d'octubre de 1395 - 30 de juny de 1406 mort)
- Johann von Schlamstorf † (25 de setembre de 1406 - 20 de desembre de 1421 mort)
- Nikolaus von Oldenburg-Delmenhorst † (14 de març de 1422 - 1434 renuncià)
- Baldwin von Wenden, O.S.B. † (22 de desembre de 1434 - 8 de juliol de 1441 mort)
- Gerhard von der Hoye † (1 d'abril de 1442 - 14 d'abril de 1463 mort)
- Heinrich von Schwarzburg † (20 de novembre de 1463 - 24 de desembre de 1496 mort)
- Johann Rode von Wale † (27 d'abril de 1497 - 4 de desembre de 1511 mort)
- Christoph von Braunschweig-Lüneburg † (4 de desembre de 1511 - 22 de gener de 1558 mort)[1]
- Georg von Braunschweig-Lüneburg † (14 de febrer de 1561 - 4 de desembre de 1566 mort)
  - Seu suprimida

### Arquebisbes d'Hamburg
- Ludwig Averkamp † (24 d'octubre de 1994 - 16 de febrer de 2002 jubilat)
- Werner Thissen (22 de novembre de 2002 - 21 de març de 2014 jubilat)
- Stefan Heße, des del 26 de gener de 2015

## Estadístiques
A finals del 2013, la diòcesi tenia 397.331 batejats sobre una població de 5.797.975 persones, equivalent al 6,9% del total.
| any  | població | població  | població | sacerdots | sacerdots       | sacerdots       | sacerdots             | diaques | religiosos | religiosos | parroquies |
| ---- | -------- | --------- | -------- | --------- | --------------- | --------------- | --------------------- | ------- | ---------- | ---------- | ---------- |
| any  | batejats | total     | %        | total     | clergat secular | clergat regular | batejats por sacerdot | diaques | homes      | dones      |            |
| 1999 | 408.390  | 4.761.339 | 8,6      | 263       | 217             | 46              | 1.552                 | 42      | 56         | 376        | 143        |
| 2000 | 404.443  | 5.759.039 | 7,0      | 251       | 217             | 34              | 1.611                 | 42      | 44         | 368        | 173        |
| 2001 | ?        | 5.769.315 | ?        | 240       | 197             | 43              | ?                     | 39      | 56         | 368        | 173        |
| 2002 | 404.734  | 5.769.315 | 7,0      | 248       | 208             | 40              | 1.631                 | 48      | 40         | 368        | 166        |
| 2003 | 398.992  | 5.802.124 | 6,9      | 245       | 204             | 41              | 1.628                 | 48      | 41         | 368        | 163        |
| 2004 | 396.527  | 5.806.901 | 6,8      | 238       | 200             | 38              | 1.666                 | 49      | 38         | 368        | 163        |
| 2006 | 392.774  | 5.765.004 | 6,8      | 247       | 209             | 38              | 1.590                 | 55      | 38         | 368        | 121        |
| 2013 | 397.331  | 5.797.975 | 6,9      | 238       | 183             | 55              | 1.669                 | 60      | 62         | 150        | 89         |